# Rosenus obliqua
Rosenus obliqua är en insektsart som beskrevs av Delong och Davidson 1935. Rosenus obliqua ingår i släktet Rosenus och familjen dvärgstritar. Inga underarter finns listade i Catalogue of Life.